# Loi de la gravitation (économie)
La loi de la gravitation est une loi économique selon laquelle les prix fluctuent, sur les marchés, autour du prix naturel de chaque bien, du fait des évolutions de l'offre et la demande. Elle a été formulée par Adam Smith et constitue l'une des lois de l'école classique d'économie.

## Contexte
L'école classique est influencée par la physique moderne, et cherche à ce titre à identifier des lois. Adam Smith n'est pas en reste dans ce mouvement intellectuel, car il connaît les recherches menées en physique,. Il a notamment lu Isaac Newton, qu'il cite dans la Théorie des sentiments moraux.
Smith identifie dans les mouvements des prix du marché un mécanisme qu'il érige au rang de loi, c'est-à-dire de rapport nécessaire entre les variables, et qui servira de base à la pensée classique de l'économie. Cette théorie économique repose sur le postulat d'un temps réversible, d'un ajustement en puissance, des prix autour de l'équilibre du marché.

## Concept
Sur le marché, les prix effectifs se fixent selon l'offre et la demande ; dès lors, ils ne reflètent pas vraiment leur prix naturel, c'est-à-dire la valeur du bien. Toutefois, selon Adam Smith, l'effet de la concurrence va contraindre le prix effectif à rejoindre le prix naturel du bien. En effet, dans le cas où un bien est vendu au-delà de son prix naturel, la profitabilité va attirer des producteurs qui vont augmenter leur offre, ce qui va réduire le prix, et donc faire retrouver son prix naturel au bien.
Le phénomène de la gravitation est dû à la concurrence sur le marché. Chaque consommateur voulant maximiser son budget souhaite acheter au prix le plus faible ; les offreurs, eux, sont en compétition entre eux pour gagner des parts de marché, et donc baissent les prix. Chaque offreur est ainsi contraint de s'aligner sur ses concurrents au prix le plus bas, qui ne peut pas être plus bas que le coût de la production, sous peine de vendre à perte. Cela assure que le prix du marché reflète les conditions de la production.
Dans ce modèle, l'évolution des prix du marché est principalement déterminée par la demande en excédent. L'évolution du volume de production est déterminée par des différentiels de taux de profit.
Cette loi garantit que le prix du marché (fixé par la rencontre entre l'offre et la demande) gravite toujours autour du prix naturel. Il a été soutenu que, contrairement aux modèles néoclassiques, la loi de la gravitation n'est pas un modèle de convergence des prix mais simplement d'une gravitation sans force convergente.

## Postérité
Elle ouvre la voie à une systématisation de principes économiques sous la forme de lois chez les successeurs de Smith. La loi sera reprise par Walras, qui rétablit une loi de gravitation universelle des prix sur les marchés.